# راس العزلة (حبيش)

تعديل مصدري - تعديل

راس العزلة هي إحدى قرى عزلة وادي المعقاب بمديرية حبيش التابعة لمحافظة إب، بلغ تعداد سكانها 335 نسمة حسب تعداد اليمن لعام 2004.